# GBI (German Bold Italic)
GBI (German Bold Italic) è una canzone del produttore giapponese Tōwa Tei in duetto con la cantante australiana Kylie Minogue e il musicista giapponese Haruomi Hosono, estratto dall'album Sound Museum (1997).
Nel 2017, il brano è stato ri-editato per essere incluso nel greatest-hits EMO.

## Descrizione

### Antefatti
Nel 1995, Kylie rilascia il suo primo album per l'etichetta deConstruction, chiamato semplicemente Kylie Minogue, e poco dopo l'uscita del disco intraprende una relazione con il fotografo francese Stéphane Sednaoui con il quale viaggia in giro per il mondo, soprattutto in Giappone, per trovare l'ispirazione per il suo prossimo album, ossia Impossible Princess.
Nel 1996 Tei riceve un fax dalla Minogue, nel quale chiedeva di poter collaborare insieme. Tei accetta subito, ritenendo Kylie Minogue una popstar che funziona sia in Giappone quanto nel mondo occidentale.
I due si incontrano a Sangenjaya e lavorano a due tracce: GBI (German Bold Italic) e Sometime Samurai; tuttavia lo staff della cantante non le ha ritenute idonee ad essere incluse in Impossible Princess. Pertanto, Tei incluse GBI (German Bold Italic) per il suo secondo album, Sound Museum, mentre Sometime Samurai è stata poi pubblicata nel 2005, come singolo dall'album di Tei Flash.

### Composizione
La canzone è stata co-scritta e co-prodotta da Tei e Minogue e rilasciata come singolo in Giappone il 10 settembre 1997. L'anno seguente il brano è stato distribuito in Australia e Regno Unito.
Il brano è di genere house, techno pop e club, con una produzione minimalista.
GBI (German Bold Italic) si apre con un campionamento non accreditato tratto dalla traccia introduttiva di The Art of Belly Dancing, un disco didattico sulla danza del ventre del 1969 realizzato da Bel-Sha-Zaar, Tommy Genapopoluis e The Grecian Knights.
Il testo della canzone vede Kylie Minogue nei panni di un carattere tipografico appena inventato, chiamato appunto "German Bold Italic", del quale si presentano le proprie caratteristiche: si adatta bene e sta bene con diversi colori, come il rosso, il verde e il blu. Propone quindi di aiutare l’ascoltatore a creare il proprio design audace e originale, garantendo un ottimo risultato finale grazie suo stile unico. Secondo la critica musicale, "GBI (German Bold Italic)" è considerata la prima vera celebrazione dedicata a un carattere tipografico.
GBI (German Bold Italic) è poi diventato effettivamente un carattere tipografico personalizzato, creato in occasione della copertina del singolo. Progettato dallo studio Tycoon Graphics, il font era incluso nella traccia dati del CD Sound Museum ed è stato reso disponibile per il download sui siti ufficiali di Tei e Minogue. Nel 2015, l'artista americano Cory Arcangel ha utilizzato il font originale German Bold Italic per realizzare una felpa del merchandising del gruppo indie pop statunitense Wet. In un'intervista con The Fader, Arcangel ha definito il font una "classica e pazzesca font techno vettoriale", diventata piuttosto rara col passare degli anni e che ha sempre voluto utilizzare.
La nuova versione del 2017 per l'album EMO, ribattezzata "GBI", ha eliminato il ritmo four-on-the-floor che Tei aveva considerato uno degli elementi portanti quando registrò la versione originale, ma da cui in seguito ha preso le distanze. Il produttore ha mantenuto gran parte delle voci originali di Minogue, ha aumentato il volume delle parti vocali di Hosono e ha aggiunto la performance alla chitarra di suGar Yoshinaga, chitarrista della rock band giapponese Buffalo Daughter.

## Video musicale
Il videoclip di GBI (German Bold Italic) è stato diretto dall'allora fidanzato della Mingoue Stéphane Sednaoui, e riflette la passione della coppia per l’estetica giapponese, l’anime e la fotografia erotica di Nobuyoshi Araki, che influenzò anche le foto promozionali di Impossible Princess. Il loro immaginario si arricchì ulteriormente con la lettura del romanzo Memorie di una geisha di Arthur Golden, pubblicato nel 1997.
Girato in parte a New York a Wall Street con una videocamera digitale e un budget ridotto, il video mostra Minogue in kimono, con parrucca argentata, frustino rosa in gomma e make-up teatrale, mentre attraversa le strade della città, in pose ispirate al teatro giapponese; in altre scene si esibisce invece immersa in una vasca da bagno. I costumi includono un kimono autentico, un obi acquistato a Greenwich Village e scarpe giapponesi regalate da Sednaoui.
In parallelo, Towa Tei è ripreso con occhiali da sole e grandi cuffie a Tokyo tra ramen, mercati del pesce e distributori automatici. Il montaggio alterna le due città fino al climax: Minogue viene condotta al guinzaglio da un uomo in giacca e cravatta, mentre Tei è affiancato da due donne che lo accarezzano e lo fanno ridere, chiudendo il video in chiave surreale e provocatoria.

### Distribuzione
Il video di GBI (German Bold Italic) non è mai stato distribuito ufficialmente, ma nell’agosto 2014 Towa Tei lo ha caricato sul suo canale YouTube, come parte dei rilasci 94–14. Ad oggi viene considerato uno dei progetti più atipici di Kylie Minogue.

### Analisi
Nel libro Kylie: La La La, William Baker descrive la Minogue nel video come una creatura cibernetica disturbata, che fonde l’estetica della geisha tradizionale con lo stile New romantic.
Sednaoui immaginò il personaggio come un ibrido tra geisha e supereroina manga, incarnazione di due visioni opposte della femminilità giapponese. Tuttavia, Minogue appare anche mascherata e intrappolata nelle invisibili costrizioni della vita da celebrità.
Alcuni studiosi hanno letto il video in chiave critica: Kawaguchi e Keaveney, ad esempio, vedono in lei una bambola sessuale spersonalizzata in kimono, caricatura dello stereotipo erotizzato della geisha secondo l’immaginario occidentale, simbolo dell’oggettificazione sessuale dell’artista come icona pop.

## Esibizioni live
La Minogue ha utilizzato il brano come interludio tra l'atto Crying Game e Streetstyle nel KylieFever2002. Per l'occasione, la performance è stata accompagnata da un video in cui la Minogue riveste i panni della geisha, di cui viene inquadrato però solo il volto mentre intona la canzone.
Il video-interludio è stato successivamente incluso come contenuto bonus nel cofanetto KylieFever2002: Live in Manchester.

## Tracce
| - UK CD singolo #1 1. "GBI" (Radio Edit) – 3:31 2. "GBI" (The Sharp Boys Deee-Liteful Dub) – 8:58 3. "Boldline" – 2:40 - UK CD singolo #2 1. "GBI" (Radio Edit) – 3:31 2. "GBI" (Rekut) – 8:15 3. "GBI" (Ebony Boogie Down Mix) – 5:14 - UK cassetta singolo 1. "GBI" (Radio Edit) – 3:31 2. "GBI" – 6:58 - UK 12" singolo promozionale #1 1. "GBI" (The Sharp Boys' Deee-Liteful Dub) – 8:58 2. "GBI" – 6:57 3. "GBI" (Kylie-Pella) – 1:40 - UK 12" singolo promozionale #2 1. "GBI" (Rekut) – 8:18 2. "GBI" (Ebony Boogie Down Mix) – 5:14 3. "Bold Line" – 2:40 | - Australia e Giappone - CD singolo 1. "Intro" – 0:26 2. "GBI" (Radio Edit) – 4:17 3. "GBI" (Ebony Boogie Down Mix) – 5:14 4. "BMT" (SP-1200 Remix) – 4:23 5. "GBI" (Rekut) – 8:15 6. "GBI" (German Bold Light Mix) – 2:49 - Giappone doppio 12" singolo 1. "GBI" (Radio Edit) – 4:17 2. "GBI" (Kylie-pella) – 1:40 3. "BMT" (SP-1200 Remix) – 4:23 4. "Boldline" – 2:40 5. "GBI" (Ebony Boogie Down Mix) – 5:14 6. "GBI" (Rekut) – 8:15 - Japanese Takkyu Ishino Remix 1. "GBI" (Takkyu Ishino Remix Dub) – 6:53 2. "GBI" (Takkyu Ishino Remix Instrumental) – 6:53 |